# Efraín Bristan
Efraín Bristan Niño (Colón, 20 de enero de 1999) es un futbolista panameño que juega como delantero en el Deportivo Xinabajul de la Liga Nacional de Guatemala.

## Trayectoria

### CD Árabe Unido
Se formó en las categorías inferiores del CD Árabe Unido y su debut profesional con el club en la Primera División de Panamá fue el 28 de marzo de 2018 en la derrota 1 a 0 contra el Santa Gema FC en el Estadio Agustín Muquita Sánchez entrando en el minuto 78 del partido. Jugó 1 partido en la LPF Clausura 2018 llegando hasta la semifinales, jugó 2 partidos del Torneo Apertura 2018 llegando hasta semifinales, jugó 10 partidos y anotó 3 goles Torneo Apertura 2019, jugó 2 partidos y anotó 2 goles en el Torneo Clausura 2020, jugó 14 partidos y anotó 3 goles en el Torneo Apertura 2021, jugó 6 partidos en el Torneo Clausura 2021.

### CD Universitario
El 8 de enero de 2022 fue anunciado su cesión al CD Universitario. Debutó con el club el 13 de febrero de 2022 en la derrota 0 a 1 contra el Atlético Chiriquí en el Estadio Virgilio Tejeira jugando todo el partido. jugó 10 partidos y anotó 1 gol en el Torneo Apertura 2022.

### CD Árabe Unido
El 13 de junio de 2022 fue anunciado su regreso de la cesión al CD Árabe Unido. Jugó su primer partido después de su regreso al club el 24 de julio de 2022 en la derrota 1 a 2 contra el CD Plaza Amador en el Estadio Armando Dely Valdés saliendo de titular hasta el minuto 46 del partido. Jugó 12 partidos y anotó 2 goles en el Torneo Clausura 2022 llegando hasta semifinales, jugó 11 partidos y anotó 2 goles en el Torneo Apertura 2023.

### Deportivo Xinabajul
El 17 de junio de 2023 fue anunciado como nuevo jugador del Deportivo Xinabajul. Debutó con el club el 7 de agosto de 2023 en el empate 2 a 2 contra el Coatepeque Fútbol Club entrando de cambio al minuto 87 el partido, jugó 3 partidos en el Torneo Apertura 2023 porque sufrió una grave lesión que no lo dejó terminar el torneo.

## Selección nacional

### Categorías inferiores
Fue convocado por la selección sub-20 de Panamá para disputar la Copa Mundial de Fútbol Sub-20 de 2019 en donde jugó 2 partidos.

### Participaciones en Selección Nacional
| Copa                     | Categoría | Sede    | Resultado        | Partidos | Goles |
| ------------------------ | --------- | ------- | ---------------- | -------- | ----- |
| Copa Mundial Sub-20 2019 | Sub-20    | Polonia | Octavos de final | 2        | 0     |

## Clubes
| Club                | País      | Año         |
| ------------------- | --------- | ----------- |
| CD Árabe Unido      | Panamá    | 2019 - 2021 |
| CD Universitario    | Panamá    | 2022        |
| CD Árabe Unido      | Panamá    | 2022 - 2023 |
| Deportivo Xinabajul | Guatemala | 2023 - act. |